# Kimmo Savolainen
Kimmo Savolainen (Siilinjärvi, 2 agosto 1974) è un allenatore di sci nordico ed ex saltatore con gli sci finlandese.

## Biografia

### Carriera sciistica
In Coppa del Mondo esordì il 5 marzo 1994 a Lahti (15°), ottenne il primo podio il 18 febbraio 1996 a Iron Mountain (3°) e l'unica vittoria il 28 febbraio successivo a Kuopio.
In carriera prese parte a due edizioni dei Mondiali di volo (13° a Oberstdorf 1998 il miglior risultato).

### Carriera da allenatore
Dal maggio 2008 è allenatore capo della squadra di combinata nordica della nazionale finlandese.

## Palmarès

### Coppa del Mondo
- Miglior piazzamento in classifica generale: 19º nel 1998
- 2 podi (entrambi individuali):
  - 1 vittoria
  - 1 terzo posto

#### Coppa del Mondo - vittorie
| Data             | Località | Nazione   | Trampolino |
| ---------------- | -------- | --------- | ---------- |
| 28 febbraio 1996 | Kuopio   | Finlandia | Puijo K90  |